# Paul-Jean-Louis Azan
Paul-Jean-Louis Azan, francoski general, * 1874, † 1951.